# Kanshin-ji
Kanshin-ji (観心寺) és un temple budista situat a Kawachinagano, a la prefectura d'Osaka al Japó.

## Bens culturals
- tresor nacional del Japó
  - Edifici principal (kondō)
  - Mokuzō Nyoirinkan-nonzazō
  - Kanshin-ji Engishisaichō

- Important bé cultural del Japó
  - shoin
  - Tatekakenotō
  - Kariteimotendo